# ROW Rybnik (2012)
ROW Rybnik (występuje pod nazwą Innpro ROW Rybnik) – polski klub żużlowy z Rybnika.

## Historia
W 1993 roku działalność zakończył KS ROW Rybnik. Od 1994 roku w lidze startował Rybnicki Klub Motorowy. W 2012 roku w lidze wystartował nowy podmiot – ROW Sp. z o.o. Natomiast od 2013 r. w rozgrywkach ligowych występuje ŻKS ROW Rybnik. Po sezonie 2015 drużyna rybnicka powróciła do najwyższej klasy rozgrywkowej po rezygnacji SK Lokomotīve Dyneburg (drużyna z Łotwy nie ma praw do uczestniczenie w rozgrywkach o mistrzostwo Polski, więc póki co nie może awansować do najwyższej klasy rozgrywkowej) i przekształciła się w spółkę, a dzięki kibicom powróciła do tradycyjnego herbu i nazwy. Od sezonu 2019 rybnicka drużyna występuje w rozgrywkach ligowych pod nazwą PGG ROW Rybnik, co oznacza, że sponsorem tytularnym w sezonie 2019, który zakończył się awansem do PGE Ekstraligi, została największa wydobywcza spółka w Europie – Polska Grupa Górnicza. Pod taką samą nazwą rywalizuje w sezonie 2020.

## Poszczególne sezony
| Sezon | Rozgrywki ligowe | Rozgrywki ligowe | Rozgrywki ligowe | Uwagi                                    |
| Sezon | Liga             | Liga             | Miejsce          | Uwagi                                    |
| ----- | ---------------- | ---------------- | ---------------- | ---------------------------------------- |
| 2013  | III              | II liga          | 1/5              |                                          |
| 2014  | II               | I liga           | 7/8              | Wygrane baraże o utrzymanie              |
| 2015  | II               | I liga           | 3/7              | Awans poprzez zajęcie wakującego miejsca |
| 2016  | I                | Ekstraliga       | 6/8              |                                          |
| 2017  | I                | Ekstraliga       | 8/8              |                                          |
| 2018  | II               | I liga           | 2/8              | Przegrane baraże o awans                 |
| 2019  | II               | I liga           | 1/7              |                                          |
| 2020  | I                | Ekstraliga       | 8/8              |                                          |
| 2021  | II               | I liga           | 3/8              |                                          |
| 2022  | II               | I liga           | 7/8              |                                          |
| 2023  | II               | I liga           | 2/8              |                                          |
| 2024  | II               | 2. Ekstraliga    | 1/8              |                                          |
| 2025  | I                | Ekstraliga       | /8               |                                          |

| Poziom ligowy | Liczba sezonów | Sezony                          |
| ------------- | -------------- | ------------------------------- |
| I             | 4              | 2016–2017, 2020, 2025           |
| II            | 8              | 2014–2015, 2018–2019, 2021–2024 |
| III           | 1              | 2013                            |

## Osiągnięcia

### Krajowe
Poniższe zestawienia obejmują osiągnięcia klubu oraz indywidualne osiągnięcia zawodników w rozgrywkach pod egidą PZM, GKSŻ oraz Ekstraligi.

#### Mistrzostwa Polski
Młodzieżowe drużynowe mistrzostwa Polski
- 2. miejsce (2): 2015, 2016

Młodzieżowe mistrzostwa Polski par klubowych
- 2. miejsce (2): 2016, 2017

Młodzieżowe indywidualne mistrzostwa Polski
- 3. miejsce (1):
  - 2017 – Kacper Woryna

#### Pozostałe
Srebrny Kask
- 1. miejsce (1):
  - 2015 – Kacper Woryna
- 3. miejsce (1):
  - 2018 – Robert Chmiel

Brązowy Kask
- 2. miejsce (2):
  - 2015 – Kacper Woryna
  - 2024 – Paweł Trześniewski
- 3. miejsce (1):
  - 2014 – Kacper Woryna

Indywidualne mistrzostwa Ligi Juniorów
- 3. miejsce (1):
  - 2016 – Kacper Woryna

Indywidualne międzynarodowe mistrzostwa Ekstraligi
- 2. miejsce (2):
  - 2016 –  Grigorij Łaguta
  - 2017 –  Kacper Woryna

Indywidualny Puchar Ekstraligi U17
- 1. miejsce (1):
  - 2025 – Radosław Kowalski

### Międzynarodowe
Poniższe zestawienia obejmują osiągnięcia klubu oraz indywidualne osiągnięcia zawodników krajowych (w zawodach drużynowych, par i indywidualnych) i zagranicznych (w zawodach indywidualnych) w rozgrywkach pod egidą FIM oraz FIM Europe.

#### Mistrzostwa świata
Drużynowe mistrzostwa świata juniorów
- 1. miejsce (1):
  - 2017 –  Kacper Woryna

Indywidualne mistrzostwa świata juniorów
- 1. miejsce (1):
  - 2016 –  Max Fricke
- 3. miejsce (1):
  - 2017 –  Max Fricke

#### Mistrzostwa Europy
Drużynowe mistrzostwa Europy juniorów
- 1. miejsce (3):
  - 2015 –  Kacper Woryna
  - 2016 –  Kacper Woryna
  - 2017 –  Kacper Woryna

Mistrzostwa Europy par
- 1. miejsce (2):
  - 2015 –  Damian Baliński i Sebastian Ułamek
  - 2017 –  Tobiasz Musielak
- 3. miejsce (1):
  - 2022 –  Grzegorz Zengota

Mistrzostwa Europy par juniorów
- 1. miejsce (1):
  - 2024 –  Paweł Trześniewski

Indywidualne mistrzostwa Europy
- 1. miejsce (1):
  - 2020 –  Robert Lambert

Indywidualne mistrzostwa Europy juniorów
- 1. miejsce (1):
  - 2014 –  Václav Milík
- 2. miejsce (1):
  - 2014 –  Kacper Woryna

## Zawodnicy

### Kadra drużyny
Stan na 2 lipca 2025
| Kat.                                                   | Nar.      | Fed.      | Żużlowiec          | DMP (SE) | U24E | DMPJ | Uwagi                                        |
| ------------------------------------------------------ | --------- | --------- | ------------------ | -------- | ---- | ---- | -------------------------------------------- |
| S                                                      | Rosja     | Polska    | Gleb Czugunow      | T        |      |      |                                              |
| S                                                      | Polska    | Polska    | Maksym Drabik      | T        |      |      |                                              |
| S                                                      | Australia | Australia | Chris Holder       | T        |      |      |                                              |
| S                                                      | Dania     | Dania     | Nicki Pedersen     | T        |      |      |                                              |
| S                                                      | Australia | Australia | Rohan Tungate      | T        |      |      |                                              |
| U24                                                    | Polska    | Polska    | Kacper Pludra      | T        | T    |      |                                              |
| U21                                                    | Polska    | Polska    | Maksym Borowiak    | T        | T    | T    | Wypożyczony z Unii Leszno                    |
| U21                                                    | Dania     | Dania     | Jesper Knudsen     | T        | T    |      |                                              |
| U21                                                    | Polska    | Polska    | Kacper Tkocz       | T        | T    | T    |                                              |
| U21                                                    | Polska    | Polska    | Paweł Trześniewski | T        | T    | T    |                                              |
| U19                                                    | Polska    | Polska    | Kamil Winkler      | T        | T    | T    |                                              |
| U17                                                    | Polska    | Polska    | Radosław Kowalski  |          | T    | T    | Wypożyczony do Unii Tarnów                   |
| U17                                                    | Polska    | Polska    | Szymon Tomaszewski | T        | T    | T    |                                              |
| U16                                                    | Polska    | Polska    | Paweł Wyczyszczok  | T        | T    | T    | Do 18 sierpnia 2025 tylko zawody młodzieżowe |
| „” oznacza, że zawodnik został zgłoszony do rozgrywek. |           |           |                    |          |      |      |                                              |